# Vermiljoentangare
De vermiljoentangare (Calochaetes coccineus) is een zangvogel uit de familie Thraupidae (tangaren).

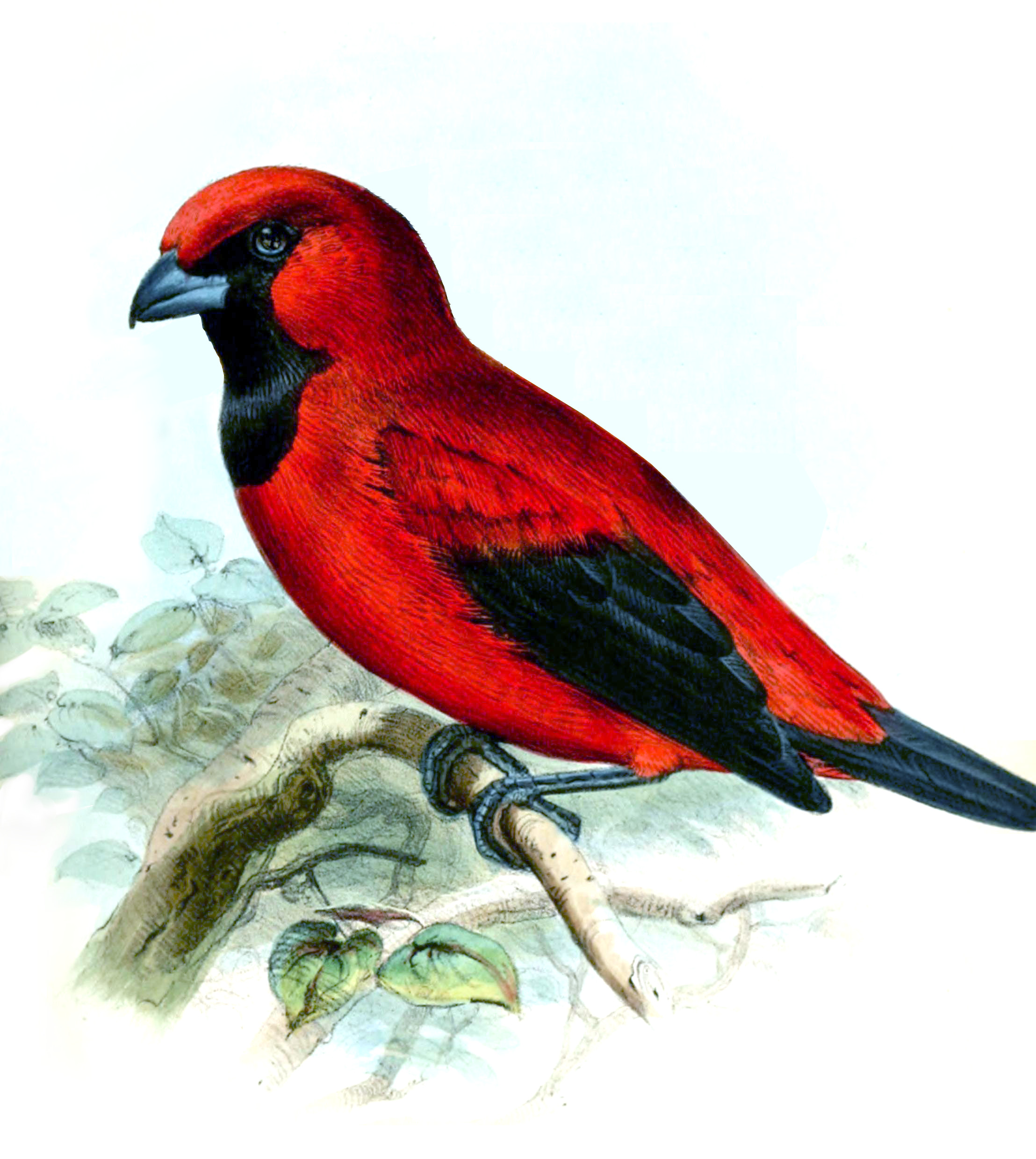

## Verspreiding en leefgebied
Deze soort komt voor in de Andes van zuidoostelijk Colombia tot Ecuador en oostelijk Peru.